# Coffea neobridsoniae
Coffea neobridsoniae är en måreväxtart som beskrevs av Aaron Paul Davis. Coffea neobridsoniae ingår i släktet Coffea och familjen måreväxter. Inga underarter finns listade i Catalogue of Life.